# Nicolai Johan Lohmann Krog
Nicolai Johan Lohmann Krog (født 6. juni 1787 i Drangedal, død 15. oktober 1856 i Christiania) var en norsk officer, embedsmand, forsvarsminister og førstestatsråd 1836-1855.
Krog var præstesøn og blev kadet ved Krigsskolen i 1801. Han tjenstgjorde i Akershus nationale infanteriregiment fra 1805 til 1809 med et års permission 1807-1808, hvor han arbejdede med Islands kystopmåling. Fra 1809 underviste han ved Krigsskolen og fra 1817 var han skolens chef. Han var adjudant hos kong Karl 13. i 1815.
Fra 1821 var han konstitueret som statsråd, og fra 1822 var han chef for Armédepartementet. Han var i perioder også chef for Marinedepartementet og Revisionsdepartementet. Krog var førstestatsråd i nitten år fra 1836-1855. Det meste af denne tid var han dog underordnet en statholder. Kun i perioden 1840-41 var han rigets mægtigste mand.